# Liberty Rock Studio
Le Liberty Rock Studio était un studio de répétition et d'enregistrement parisien dont l'activité a débuté en 1988. Ses portes fermèrent en avril 2017 à la faveur d'un projet de crèche lancé par la mairie de Paris. 
Fondé par le groupe parisien de rock Orphie, il était avec HBS Studio, Studio Plus et Luna Rossa l'un des plus anciens studio de répétition de la ville de Paris. L'ambition du Liberty Rock Studio était d'offrir aux musiciens une alternative aux caves et sous-sols qui étaient courant à sa création. Les salles disposaient d'un traitement acoustique inspiré par les installations du studio voisin, le Studio Davout. De plus, l'apparence générale du Liberty Rock Studio était ancrée dans son époque : alliant cuir, fausse fourrure, guitares et autres instruments sur les murs, il offrait un cadre musical particulièrement rock'n roll et chaleureux.
Son bâtiment est démoli en juillet 2018, en même temps que le Studio Davout avec qui il le partageait.

## Visiteurs reconnus
- Mass Hysteria
- Les Wampas
- Lex Riders & The Machine Gun
- Undercover Slut
- Cesária Évora
- Amadou et Mariam
- HOAX
- Les Fatals Picards
- Vegastar
- Plasticines
- Tryo
- Treponem Pal
- Astonvilla
- Nosfell
- Dolly
- Trust
- BB Brunes
- Skarface
- Pleymo
- L'Esprit du clan
- Omaha Bitch
- Tipsy Wit
- Alarash
- Gérard Lenorman
- Claire Keim
- Yael Naim
- Hermann Schwartz (Métal Urbain)
- Schultz (Parabellum (groupe))
- Flying Pooh
- Les Skalopes
- Spermicide
- G-String
- Jessy Matador
- Money Lisa
- Pantoufle
- Kien
- The Informers
- Weird Brainz